# Jour calendaire
Un jour calendaire désigne tout jour du calendrier de l'année civile, y compris les jours fériés et chômés, allant du 1er janvier jusqu'au 31 décembre, c'est-à-dire 365,25 jours par an et sept jours par semaine. Terme utilisé en droit du travail, il fait partie des trois types de jours à respecter pour remplir des formalités.
Il s'oppose au jour ouvrable, qui désigne généralement n'importe quel jour du calendrier à l'exception des jours fériés et du week-end qui dans la plupart des régions du monde est le samedi, le dimanche ou les deux. Par conséquent, deux semaines peuvent être constituées de 10 ou 12 jours ouvrables en fonction de l'utilisation locale de ce terme, mais sont toujours constituées de 14 jours calendaires.
Le jour calendaire s'oppose aussi au jour ouvré, qui désigne tous les jours de la semaine qui sont travaillés, c'est-à-dire cinq, généralement du lundi au vendredi, mais dans certaines cultures ils peuvent inclure l'un des jours du week-end, par exemple le samedi qui est un jour ouvrable. Aussi, un jour calendaire est un jour civil, durant 24 heures (excepté les jours de changement à l'heure d'été), commençant à minuit et se terminant à minuit, alors qu'un jour ouvré peut être limité par le travail ou les heures d'ouverture et peut s'étendre au-delà de minuit.
Le terme désigne généralement un laps de temps, contrairement à la date qui désigne un point dans le temps.